# لويد جلاسبول
لويد جلاسبول (من مواليد 19 نوفمبر 1993) هو لاعب تنس بريطاني محترف متخصص في الزوجي. وصل إلى أعلى تصنيف في مسيرته في الزوجي وهو رقم 7 والذي وصل إليه في يونيو 2023، كما وصل إلى أعلى تصنيف في الفردي وهو رقم 282 والذي وصل إليه في يوليو 2016.
فاز لويد بسبعة ألقاب في بطولة اتحاد لاعبي التنس المحترفين وخمسة ألقاب في بطولة بطولة اتحاد لاعبي التنس المحترفين للزوجي و16 لقبًا في بطولة العقود الآجلة (11 في الفردي و5 في الزوجي).

## حياة مهنية
درس لويد في جامعة تكساس في أوستن، حيث ساهم في فوز سورين هيس-أوليسن ببطولة الرابطة الوطنية لرياضة الجامعات الزوجي لعام 2015.

### 2016: الظهور الأول في بطولة اتحاد لاعبي التنس المحترفين
شارك لويد لأول مرة في بطولة رابطة لاعبي التنس المحترفين (في الزوجي) في بطولة ويمبلدون 2016 بعد حصوله على بطاقة دعوة للعب مع مواطنه دان إيفانز في القرعة الرئيسية.

### 2021: شراكة مع هيليوفارا، لقب أول، الدور الثالث في ويمبلدون
بالشراكة مع هاري هيليوفارا، فاز لويد بأول لقب له في جولة اتحاد لاعبي التنس المحترفين في بطولة Open 13 لعام 2021 ضد ساندر أريندز وديفيد بيل من هولندا في مارس.

### 2022: ربع نهائي بطولتين كبيرتين ونصف نهائي بطولة اتحاد لاعبي التنس المحترفين، لقب بطولة اتحاد لاعبي التنس المحترفين 500، ضمن أفضل 15 لاعبًا
في مايو 2022، في أول ظهور لهما في بطولة إيطاليا المفتوحة، وصل لويد وهيليوفارا إلى ربع النهائي الأول لهما على مستوى الماسترز 1000 كبديلين، وهزموا المصنفين الأولين، المصنف الأول عالميًا، جو سالزبوري، والمصنف الثاني عالميًا، راجيف رام، في الطريق، مسجلين بذلك فوزهم الأول على هذا المستوى.
في بطولة فرنسا المفتوحة، وصل إلى ربع نهائي بطولة كبرى لأول مرة في مسيرته مع هيليوفارا. ونتيجة لذلك، انتقل إلى قائمة الخمسين الأوائل، ليحتل المركز 49 عالميًا في 13 يونيو 2022. واصل الثنائي موسمهما الناجح بالوصول إلى نهائيهما الأول على العشب في نادي كوينز. وبعد ذلك تقدموا إلى الدور الثالث في بطولة ويمبلدون للعام الثاني على التوالي.
فازوا بأكبر لقب في بطولة بطولة رابطة لاعبي التنس المحترفين 500 الأوروبية المفتوحة بعد هزيمة ماتوي ميدلكوب وروهان بوبانا. في بطولة كرواتيا المفتوحة عام 2022 وصلوا إلى الدور نصف النهائي بعد هزيمتهم للثنائي ميلي بوليجاك ونينو سيرداروسيتش. وبعد ذلك هزموا المصنفين الثانيين رافائيل ماتوس وديفيد فيجا هيرنانديز ليصلوا إلى النهائي الخامس لهم هذا الموسم.
في بطولة البنك الوطني المفتوحة لعام 2022، وصل الثنائي إلى ربع نهائي الماسترز الثاني لهذا الموسم حيث خسروا أمام المصنف الثالث كولهوف/سكوبسكي. وصل إلى المراكز الثلاثين الأولى في 22 أغسطس 2022 في المركز 28.
بعد أن احتلوا المركز الحادي عشر في بطولة الولايات المتحدة المفتوحة، وصلوا إلى ربع النهائي للمرة الثانية والأولى في هذه البطولة الكبرى بعد هزيمتهم للزوجي المصنف الثامن كيرجيوس/كوكيناكيس. وصل الثنائي إلى نهائيهما السادس هذا الموسم في بطولة موزيل المفتوحة 2022. ونتيجة لذلك، وصلت Glasspool إلى المراكز العشرين الأولى في التصنيف في 26 سبتمبر 2022.
في 4 نوفمبر، تأهل الثنائي إلى نهائيات اتحاد لاعبي التنس المحترفين لعام 2022 لأول مرة بعد وصولهما إلى نصف نهائي بطولة الماسترز في باريس، وانتقل لويد إلى المراكز الخمسة عشر الأولى. تأهلوا إلى الدور نصف النهائي بعد هزيمة أريفالو/روجير وجرانوليرس/زيبايوس في المباراتين بمجموعات متتالية.

### 2023: اللقب الثالث، نصف نهائي الماسترز، المصنف السابع عالميًا

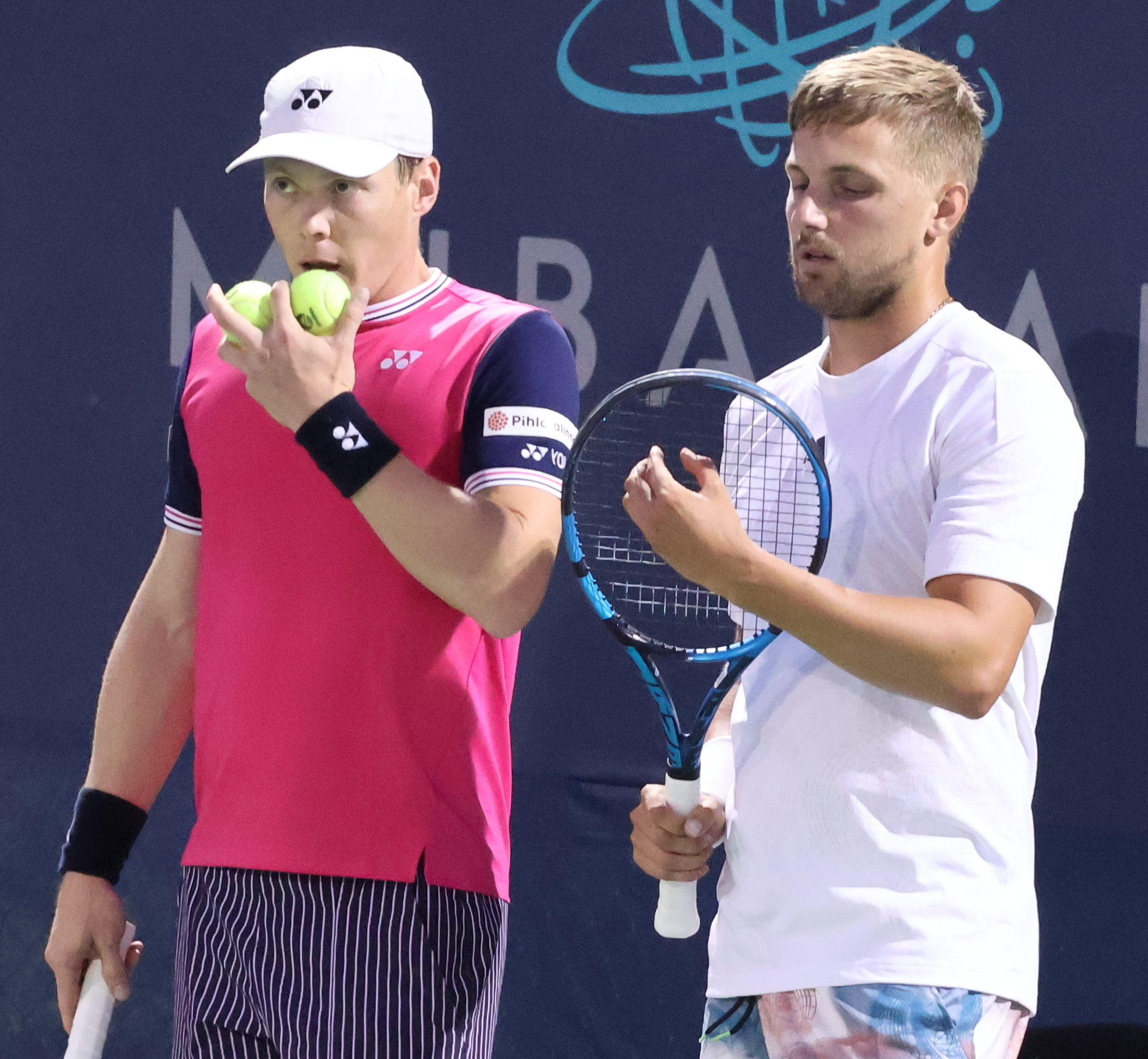
هاري هيليوفارا ولويد في بطولة دي سي المفتوحة 2023

فاز بلقبه الثالث مع شريكه هيليوفارا في أديلايد. كما وصل إلى نهائياته العاشرة في دبي مع هيليوفارا. حقق ظهوره الأول ضمن العشرة الأوائل في بطولة روما ماسترز بعد فوزه ببطولة بي إن بي باريبا بريمروز بوردو تشالنجر 175 لعام 2023 مع هاري هليوفارا.

### 2024: لقبان في بطولة اتحاد لاعبي التنس المحترفين، ونهائي بطولة الماسترز
بالنسبة لموسم 2024، تعاون لويد مع جان جوليان روجر وفاز الثنائي بأول لقب لهما في بطولة بريسبان الدولية. بالتعاون مع زميله البريطاني جوليان كاش، فاز ببطولة اليابان المفتوحة، بعد أن هزم أرييل بيهار وروبرت جالواي في النهائي.
في بطولة باريس ماسترز حيث شارك لأول مرة مع آدم بافلاسيك، وصل الثنائي البديل غير المصنف إلى النهائي بفوزه على الثنائي الإيطالي المصنف الخامس سيموني بوليلي وأندريا فافاسوري، والمفضلين المحليين ساديو دومبيا وفابيان ريبول، وأبطال بطولة الولايات المتحدة المفتوحة والثنائي الأسترالي المصنف الرابع ماكس بورسيل وجوردان طومسون. خسروا المباراة النهائية أمام المصنفين السادس ويسلي كولهوف ونيكولا ميكتيتش في مباراة حاسمة لتحديد البطل.

### 2025: لقبان في بطولة اتحاد لاعبي التنس المحترفين، ربع نهائي بطولة أستراليا
بالتعاون مع جوليان كاش، فاز لويد باللقب في بطولة بريسبان الدولية بصفته حامل اللقب، بعد هزيمة جيري ليهيكا وجاكوب مينسيك في النهائي. هزم لويد وكاش أرييل بيهار وروبرت جالواي في شوط كسر التعادل للمجموعة الحاسمة للوصول إلى ربع النهائي في بطولة أستراليا المفتوحة، حيث خسروا أمام المصنفين الرابعين كيفن كراويتز وتيم بوتز.
في فبراير، هزم لويد وكاش مواطنيهما البريطانيين جو سالزبوري ونيل سكوبسكي في مجموعات متتالية ليفوزا بلقبهما الثاني هذا العام في بطولة قطر المفتوحة.
في بطولة ميامي المفتوحة، وصل لويد إلى ربع النهائي مرتين متتاليتين مع كاش. بعد ذلك هزموا يوكى بامبري ونونو بورجيس، ثم الزوجي المصنف الثاني هاري هيليوفارا وهنري باتن للوصول إلى النهائي، والذي خسروه أمام المصنفين الأولين مارسيلو أريفالو ومات بافيتش.
في أبريل، احتل لويد وكاش المركز الثاني في بطولة مونتي كارلو ماسترز، وخسرا أمام رومان أرنيودو ومانويل جينارد في النهائي الذي امتد إلى شوط فاصل لتحديد البطل.

## الحياة الشخصية
من عام 2016 إلى عام 2018، كانت لويد على علاقة مع لاعبة التنس المحترفة هيذر واتسون.
وهو الأخ الأصغر للممثل السابق في مسلسل هوليواكس باري لويد.

## الجدول الزمني لأداء الزوجي
مفتاح
| ف | ن | ن.ن | ر.ن | د# | د.م | ل | أ.أ | ت | غ | ب | ف | ذ | م.خ | ل.ت |

(ف) فاز بالبطولة (ن) وصل النهائي (ن.ن) نصف النهائي (ر.ن) ربع النهائي (د#) الأدوار الأربعة الأولى (د.م) دور المجموعات (ل) شارك في كأس ديفيز (أ.أ) خرج من الأدوار الاولى (ت) خسر التصفيات التأهيلية (غ) غاب عن الحدث أو البطولة (ب) حصل على ميدالية برونزية (ف) حصل على ميدالية فضية (ذ) حصل على ميدالية ذهبية (م.خ) بطولة الماسترز خُفضت إلى مرتبة أقل (ل.ت) البطولة لم تعقد في السنة المعينة.
لتجنب الارتباك وازدواجية الحساب، يتم تحديث هذه المعلومات إما في نهاية البطولة، أو عندما تكون مشاركة اللاعب في البطولة قد انتهت.

### الزوجي
ساري المفعول حتى بطولة إنديان ويلز ماسترز لعام 2025.
| البطولة                                   | 2016         | 2017         | 2018         | 2019         | 2020         | 2021         | 2022    | 2023         | 2024         | 2025 | السن   | (إل)   |  |
| ----------------------------------------- | ------------ | ------------ | ------------ | ------------ | ------------ | ------------ | ------- | ------------ | ------------ | ---- | ------ | ------ |  |
| بطولات السلاما الكبرى                     |              |              |              |              |              |              |         |              |              |      |        |        |  |
| افتتاح أستراليا                           | (أ)          | (أ)          | (أ)          | (أ)          | (أ)          | (أ)          | د.م     | د.م          | ل            | ق.ف  | 0 / 4  | 7–4    |  |
| فتح فرنسي                                 | (أ)          | (أ)          | (أ)          | (أ)          | (أ)          | (أ)          | ق.ف     | ل            | د#           |      | 0 / 3  | 5–3    |  |
| ويمبلدون                                  | د#           | السؤال الأول | س2           | د#           | لم تُقام      | ل            | ل       | د.م          | ل            |      | 0 / 6  | 7–5    |  |
| المفتوحة الأمريكية                        | (أ)          | (أ)          | (أ)          | (أ)          | (أ)          | د#           | ق.ف     | د.م          | د.م          |      | 0 / 4  | 5–4    |  |
| الفوز والخسارة                            | 0–1          | 0–0          | 0–0          | 0–1          | 0–0          | 2–1          | 9–4     | 5–4          | 5–4          |      | 0 / 17 | 24–16  |  |
| بطولة نهاية العام                         |              |              |              |              |              |              |         |              |              |      |        |        |  |
| نهائيات بطولة رابطة لاعبي التنس المحترفين | لم تكن مؤهلة | لم تكن مؤهلة | لم تكن مؤهلة | لم تكن مؤهلة | لم تكن مؤهلة | لم تكن مؤهلة | (ف)     | لم تكن مؤهلة | لم تكن مؤهلة |      | 0 / 1  | 2–2    |  |
| دورات الماسترز 1000 نقطة                  |              |              |              |              |              |              |         |              |              |      |        |        |  |
| سيدات "انديان ويلز"                       | (أ)          | (أ)          | (أ)          | (أ)          | لم تُقام      | (أ)          | (أ)     | ق.ف          | ق.ف          | د.م  | 0 / 3  | 5–3    |  |
| " مايامي " مفتوح                          | (أ)          | (أ)          | (أ)          | (أ)          | لم تُقام      | (أ)          | د#      | ق.ف          | ق.ف          |      | 0 / 3  | 4–3    |  |
| ماسترز مونتي كارلو                        | (أ)          | (أ)          | (أ)          | (أ)          | لم تُقام      | (أ)          | (أ)     | ق.ف          | د#           |      | 0 / 2  | 2–2    |  |
| افتتاح مدريد                              | (أ)          | (أ)          | (أ)          | (أ)          | لم تُقام      | (أ)          | (أ)     | د.م          | د.م          |      | 0 / 2  | 2–2    |  |
| المفتوح الإيطالي                          | (أ)          | (أ)          | (أ)          | (أ)          | (أ)          | (أ)          | ق.ف     | د.م          | د#           |      | 0 / 3  | 3–3    |  |
| كندا المفتوحة                             | (أ)          | (أ)          | (أ)          | (أ)          | لم تُقام      | (أ)          | ق.ف     | د#           | د.م          |      | 0 / 3  | 3–3    |  |
| سيدات سينسيناتي                           | (أ)          | (أ)          | (أ)          | (أ)          | (أ)          | (أ)          | د.م     | د#           | د#           |      | 0 / 3  | 1–3    |  |
| "ماسترز شانغهاي"                          | (أ)          | (أ)          | (أ)          | (أ)          | لم تُقام      | لم تُقام      | لم تُقام | د#           | د.م          |      | 0 / 2  | 1–2    |  |
| "ماسترز باريس"                            | (أ)          | (أ)          | (أ)          | (أ)          | (أ)          | (أ)          | (ف)     | (أ)          | ف            |      | 0 / 2  | 6–2    |  |
| الفوز والخسارة                            | 0–0          | 0–0          | 0–0          | 0–0          | 0–0          | 0–0          | 7–5     | 8–8          | 11–9         |      | 0 / 23 | 27–23  |  |
| إحصائيات المهنة                           |              |              |              |              |              |              |         |              |              |      |        |        |  |
| البطولات                                  | 1            | 0            | 0            | 2            | 0            | 8            | 28      | 24           | 33           | 7    | 103    | 103    |  |
| العناوين                                  | 0            | 0            | 0            | 0            | 0            | 1            | 1       | 1            | 2            | 2    | 7      | 7      |  |
| النهائيات                                 | 0            | 0            | 0            | 0            | 0            | 1            | 7       | 3            | 4            | 2    | 17     | 17     |  |
| الفوز والخسارة                            | 0–1          | 0–0          | 0–0          | 1–2          | 0–0          | 8–6          | 47–28   | 34–24        | 37–31        | 15–6 | 141–98 | 141–98 |  |
| الفوز%                                    | 0%           | 0%           | 0%           | 33%          | 0%           | 57%          | 62%     | 58%          | 54%          | 71%  | 59%    | 59%    |  |
| تصنيف نهاية السنة                         | 359          | 843          | -أجل         | 257          | 152          | 78           | 12      | 31           | 23           |      |        |        |  |

### الزوجي المختلط
| البطولة                 | 2021 | 2022 | 2023      | 2024 | 2025 | معدل الضربات | فوز-خسارة |
| ----------------------- | ---- | ---- | --------- | ---- | ---- | ------------ | --------- |
| بطولة أستراليا المفتوحة | أ    | أ    | أ         | 2ر   | 2ر   | 0 / 2        | 2–2       |
| بطولة فرنسا المفتوحة    | أ    | 1ر   | مؤسسة قطر | أ    |      | 0 / 2        | 2–2       |
| ويمبلدون                | 1ر   | أ    | 1ر        | 1ر   |      | 0 / 3        | 0–3       |
| بطولة أمريكا المفتوحة   | أ    | أ    | 1ر        | أ    |      | 0 / 1        | 0–1       |
| الفوز والخسارة          | 0–0  | 0–1  | 2-3       | 1-2  |      | 0 / 8        | 4–7       |

## نهائيات مهمة

### نهائيات بطولة الماسترز 1000

#### الزوجي: 3 (3 وصيف)
| حصيلة | سنة  | بطولة                      | سطح     | شريك         | المنافسون                   | نتيجة                  |
| ----- | ---- | -------------------------- | ------- | ------------ | --------------------------- | ---------------------- |
| خسارة | 2024 | باريس ماسترز               | صعب (i) | آدم بافلاسيك | ويسلي كولهوف نيكولا ميكتيتش | 6-3، 3-6، [5-10]       |
| خسارة | 2025 | بطولة ميامي المفتوحة       | صعب     | جوليان كاش   | مارسيلو أريفالو ماتي بافيتش | 6-7(3-7)، 3-6          |
| خسارة | 2025 | بطولة مونتي كارلو للماسترز | صعب     | جوليان كاش   | رومان أرنيودو مانويل جينارد | 6-1، 6-7(8-10)، [8-10] |

## نهائيات بطولة اتحاد لاعبي التنس المحترفين

### الزوجي: 19 (7 ألقاب، 12 وصيفًا)
| أسطورة                                            |
| ------------------------------------------------- |
| بطولات الجراند سلام (0–0)                         |
| نهائيات رابطة لاعبي التنس المحترفين (0–0)         |
| بطولة رابطة محترفي التنس للماسترز 1000 (0–3)      |
| سلسلة بطولة رابطة لاعبي التنس المحترفين 500 (3-2) |
| سلسلة بطولة اتحاد لاعبي التنس المحترفين 250 (4-7) |

| النهائيات حسب السطح |
| ------------------- |
| صعب (6-8)           |
| الطين (1-3)         |
| العشب (0-1)         |

| النهائيات حسب المجموعة |
| ---------------------- |
| في الهواء الطلق (6-7)  |
| داخلي (1-5)            |

## نهائيات المتحدين والمستقبليين

### الفردي: 11 (5-6)
| أسطورة                                                 |
| ------------------------------------------------------ |
| جولة تحدي اتحاد لاعبي التنس المحترفين (0–0)            |
| جولة العقود الآجلة لـ الاتحاد الدولي لكرة المضرب (5–6) |

| النهائيات حسب السطح |
| ------------------- |
| صعب (5-5)           |
| الطين (0–0)         |
| العشب (0–0)         |
| السجاد (0-1)        |

| النتيجة | فوز-خسارة | التاريخ  | البطولة                       | المستوى  | السطح    | الخصم                  | النتيجة            |
| ------- | --------- | -------- | ----------------------------- | -------- | -------- | ---------------------- | ------------------ |
| الخسارة | 0–1       | Jul 2015 | إيرلندا ف1، دبلن              | المستقبل | السجاد   | دانيال سميثورست        | 3–6, 6–7(2–7)      |
| فوز     | 1–1       | Oct 2015 | اليونان ف7، هيراكليون         | المستقبل | صعبة     | ميكي جانكوفيتش         | 6–4, 6–3           |
| الخسارة | 1–2       | Nov 2015 | بريطانيا العظمى ف10، تبتون    | المستقبل | صعبة (i) | نيل باوفلي             | 4–6, 6–7(8–10)     |
| فوز     | 2–2       | Dec 2015 | تونس ف34، الكانتاوي           | المستقبل | صعبة     | روبرتو أورتيغا أولميدو | 6–3, 6–4           |
| الخسارة | 2–3       | Mar 2016 | كندا ف 2، (شيربروك)           | المستقبل | صعبة (i) | ستيفان كوزلوف          | 6–4, 4–6, 4–6      |
| الخسارة | 2–4       | Apr 2016 | اليونان ف4، هيراكليون         | المستقبل | صعبة     | يانيك ميرتنس           | 2–6, 5–7           |
| فوز     | 3–4       | Apr 2016 | اليونان ف5، هيراكليون         | المستقبل | صعبة     | جوني أومارا            | 6–3, 4–6, 7–6(7–3) |
| فوز     | 4–4       | Sep 2017 | بريطانيا العظمى ف4، نوتينغهام | المستقبل | صعبة     | أوليفر غولدنغ          | 5–7, 6–4, 6–4      |
| فوز     | 5–4       | Jul 2018 | أمريكا ف19B، مدينة أيوا       | المستقبل | صعبة     | (إيفجيني كارلوفسكي)    | 7–6(7–2), 7–6(7–1) |
| الخسارة | 5–5       | Sep 2018 | كندا ف7 تورونتو               | المستقبل | صعبة     | نيك تشابيل             | 2–6, 0–6           |
| الخسارة | 5–6       | May 2019 | M15 هيراكليون                 | المستقبل | صعبة     | (إيشاي أوليل)          | 3–6, 4–6           |